# اولیکس کوتری
اولیکس کوتری (آلبانیایی: Uliks Kotrri؛ زادهٔ ۲۱ ژوئن ۱۹۷۵) بازیکن فوتبال اهل آلبانی بود.
از باشگاه‌هایی که در آن بازی کرده‌است می‌توان به باشگاه فوتبال تاوریا سیمفروپول، باشگاه فوتبال ولازنیا اشکودر، و باشگاه فوتبال انرژی کوتبوس اشاره کرد.
وی همچنین در تیم ملی فوتبال آلبانی بازی کرده‌است.